# Frankie Machine
Frankie Machine, personnage du film The Man With the Golden Arm d'Otto Preminger, est un batteur blanc passionné, né en 1895, qui emprunte son physique à Frank Sinatra.
Drogué, il tente de se désintoxiquer, mais ne peut se réaliser. Nanti d'une femme impérieuse, Zosch, qui exige qu'il exerce le métier lucratif de croupier dans un tripot, il accumule les dettes, sombre dans la déchéance et est accusé du meurtre d'un revendeur de drogue.
Il sera surnommé finement « L'Homme au bras d'or ».